# Nederkalix tingslag
Nederkalix tingslag var ett tingslag i Norrbottens län i mellersta Norrbotten. Tingslagets område omfattade nuvarande Kalix kommun. Ytan var år 1934 1 814 kvadratkilometer, varav land 1 717 och där fanns 18 539 invånare. Tingsställe var Kalix.
Tingslaget upphörde 1 januari 1948 (enligt beslut den 10 juli 1947) då verksamheten överfördes till Kalix domsagas tingslag.
Tingslaget hörde mellan 1680 och 1838 till Västerbottens norra kontrakts domsaga (från 1820 benämnd Norrbottens domsaga), mellan 1839 och 1877 till Norrbottens norra domsaga och från 1877 till Kalix domsaga.

## Socknar
Tingslaget omfattade följande socknar:
- Nederkalix socken
- Töre socken från 1924

## Befolkningsutveckling
| Befolkningsutvecklingen i Nederkalix tingslag 1805–1945                                                                             | Befolkningsutvecklingen i Nederkalix tingslag 1805–1945 | Befolkningsutvecklingen i Nederkalix tingslag 1805–1945 | Befolkningsutvecklingen i Nederkalix tingslag 1805–1945 | Befolkningsutvecklingen i Nederkalix tingslag 1805–1945 |
| --- | ------------------------------------------------------- | ------------------------------------------------------- | ------------------------------------------------------- | ------------------------------------------------------- |
| |                                                         |                                                         |                                                         |                                                         |
| År |                                                         |                                                         | Folkmängd                                               |                                                         |
| 1805 | 1805                                                    |                                                         | 3 497                                                   |                                                         |
| 1810 | 1810                                                    |                                                         | 3 473                                                   |                                                         |
| 1820 | 1820                                                    |                                                         | 3 910                                                   |                                                         |
| 1830 | 1830                                                    |                                                         | 4 384                                                   |                                                         |
| 1840 | 1840                                                    |                                                         | 4 961                                                   |                                                         |
| 1850 | 1850                                                    |                                                         | 6 012                                                   |                                                         |
| 1860 | 1860                                                    |                                                         | 6 969                                                   |                                                         |
| 1870 | 1870                                                    |                                                         | 7 522                                                   |                                                         |
| 1880 | 1880                                                    |                                                         | 9 419                                                   |                                                         |
| 1890 | 1890                                                    |                                                         | 11 090                                                  |                                                         |
| 1900 | 1900                                                    |                                                         | 12 946                                                  |                                                         |
| 1910 | 1910                                                    |                                                         | 15 365                                                  |                                                         |
| 1920 | 1920                                                    |                                                         | 16 466                                                  |                                                         |
| 1930 | 1930                                                    |                                                         | 18 004                                                  |                                                         |
| 1935 | 1935                                                    |                                                         | 18 866                                                  |                                                         |
| 1940 | 1940                                                    |                                                         | 19 436                                                  |                                                         |
| 1945 | 1945                                                    |                                                         | 20 004                                                  |                                                         |
| Anm: För åren 1805-1945: befolkning enligt folkräkning 31 december enligt den administrativa indelningen den 1 januari följande år. |                                                         |                                                         |                                                         |                                                         |